# 見城美枝子
見城 美枝子（けんじょう みえこ、1946年1月26日 - ）は、日本のアナウンサー、エッセイスト、ジャーナリスト、ニュースキャスター。
愛称は「ケンケン」。見城美枝子オフィス所属。加えて2012年9月よりTBSスパークル（旧：キャスト・プラス）と業務提携を結ぶ。
夫は青森大学評議員などを務める田中穣（たなか みのる）。4児あり。

## 略歴
群馬県館林市出身。群馬県立館林女子高等学校、早稲田大学教育学部英語英文学科卒業。のちに早稲田大学大学院理工学研究科建築学専攻博士後期課程単位取得満期退学（2005年）。
1968年4月、TBSへアナウンサー13期生として入社（同期には小島一慶・松永邦久・池田園子・石井和子・郷司淑子・菅原牧子）。
1973年9月、TBSを退社、フリーとなる。退社の直接の動機として、当時のTBS労組が見城に指名ストライキを度々命じており、それが原因である番組の海外ロケの際にスポンサーサイドから「社員ではなくフリーのアナウンサーを起用して欲しい」と要望されたため、「番組出演及びジャーナリストとしての取材を優先させるため退社せざるを得なかった」と後に明らかにしている。
以後おはよう720→おはよう700（1975年 - 1980年）の司会を務め、同局の五木田武信らと「キャラバンII」の海外ロケも多くこなす。
1981年、24時間テレビ 「愛は地球を救う」（第4回、日本テレビ）で徳光和夫とともに総合司会を務める。
1995年第17回参議院議員通常選挙に東京都選挙区から無所属で立候補、定数4のところ6位で落選した。
2006年6月7日の衆議院教育基本法特別委員会の参考人質疑で、教育基本法に「愛国心」を盛り込むことを高く評価した。
福岡県春日市ふれあい文化センター館長（在任1995年 - 1999年）、青森大学社会学部教授（在任1996年 - 2015年）→副学長（在任2015年 - 2021年）→名誉教授 (2021年 - )、サイバー大学客員教授（日本語文化論）、日本リーダー養成協会理事長（在任1994年 - ）、JA全農経営役員（在任2002年 - 2005年）、オルト取締役（在任2004年 - 2008年）、三越社外取締役（在任2006年 - 2008年）→顧問（在任2008年 - 2009年）、新島学園短期大学客員教授（在任2010年 - ）、NPO法人ふるさと回帰支援センター理事長（在任2010年 -2017年 ) 、住友生命保険審議員 (在任2015年 - ) 、テレビ朝日ホールディングス社外取締役 (在任2021年 - 2023年 ) 。
財団法人農学会評議員（在任2006年 - ）、財団法人尾瀬保護財団理事、給水工事技術振興財団理事、公共建築賞審査委員会委員、文部科学省中央教育審議会委員、国土交通省国土審議会北海道開発分科会特別委員、国土交通省国土技術政策総合研究所研究評価委員会委員、厚生労働省社会保障審議会福祉文化分科会委員、厚生労働省医道審議会臨時委員などを務めている。

## ビブリオグラフィ

### 著書
- 女の日曜日（1976年、文化出版局）
  - （1982年、集英社文庫）
- ケンケンの海外旅行術（1977年、ごま書房〈ゴマブックス〉）
  - 見知らぬ国のタビリオン：おたのしみ海外旅行術（1985年、集英社文庫）
- 男と女の風景（1978年、文化出版局）
  - （1982年、集英社文庫）
- 女のティータイム（1984年、集英社文庫）
- 女のタイムテーブル（1985年、文化出版局）
- 旅の季節女の季節（1986年、日本交通公社出版事業局）
- タフでなければ女でない：世界のワーキングウーマン（1987年、講談社）
- 25時のテイクオフ（1990年、フレーベル館）
- 見城美枝子のすぐに役立つ手紙・ハガキ文実例集―よくわかる手紙の基本とマナー（1995年、日東書院本社）
- 女は悩んで美しくなる―100人の女性たちへのアドバイス（1998年、リヨン社）
- 見城美枝子の本音で!リフォーム奮闘記（2002年、ニューハウス出版）
- 会話が苦手なあなたへ―コンプレックスを解消する50のレッスン（2004年、リヨン社）
- 会話が上手になりたいあなたへ―誰かと話したくなる50のレッスン（2007年、リヨン社）
- 和暮らしレシピ 花嫁様の歳時記（2009年、ジョルダン）

## 活動歴

### TBS
- スターハイライト（1970年、TBS）[3][4]
- TBS それ行け!歌謡曲（1970年、TBSラジオ）[3][4]
- ケンケンのはなしませんわ歌謡曲（TBSラジオ）
- 巨泉シャバドビア（TBSラジオ）

### フリー
- おはよう720（1975年9月29日、TBS）キャスター・リポーター[6]
- おはよう700（TBSテレビ）キャスター・リポーター
- 野生の王国（MBS）インタビュアー、ナレーター
- スーパーモーニング（テレビ朝日）
- 愛ラブ・リビング（日本テレビ）
- そのときあなたは?-くらしの中の防災-（フジテレビ）　リポーター
- 知って得するゼミナール（テレビ東京）司会
- 情報ライブ ミヤネ屋（読売テレビ）金曜コメンテーター
- なっトク!健康チャンネル（BS日テレ）健康食品の活用者
- 見城美枝子のタフでなければ女じゃない（青森放送ラジオ）
- 大沢悠里のゆうゆうワイド（2010年10月 - 2016年4月8日、TBSラジオ）水曜日パートナー
- ミュージック・テンダリー（エフエム東京）

### CM
- ライオン油脂「スパーク」
- ライオン歯磨「バネットライオン」（1970年代後半）
- ライオン「ホワイト&ホワイトライオン」（1987年頃から1992年頃まで、家族全員で出演）
- 白元「パラゾールノンカット」（1982年）
- 興和「バンテリン」

### ディスコグラフィ
1. さよならの夏（1975年、作詞：Whitlaker、作曲：Webster、編曲：田辺信一、c/w：誰もいない海） - 「おはよう720 -キャラバンII-」テーマソング
2. ケンケンのカントリー・ロード（編曲：田辺信一、c/w：恋のマライカ） - 「おはよう700 -キャラバンII-」テーマソング